# Mario Monti
Mario Monti (Varese, 19 de março de 1943) é um economista e político italiano, Primeiro-ministro de seu país, de 2011 a 2013.
Foi comissário europeu durante dois mandatos consecutivos e reitor e presidente da Universidade Luigi Bocconi. Em 2011, em meio à Crise do Euro, foi eleito Presidente do Conselho de Ministros, tendo sido nomeado antes disso, senador vitalício no Senado italiano. É o sucessor de Silvio Berlusconi.

## Educação e carreira acadêmica
Mario Monti é formado em economia e gestão pela Universidade Luigi Bocconi de Milão. Completou seus estudos de graduação na Universidade Yale, onde estudou com James Tobin, o prêmio Nobel de economia.
Foi professor de economia na Universidade de Turim (1970-1985) antes de passar para a Universidade Luigi Bocconi, da qual foi reitor (1989-1994) e depois presidente (desde 1994). Sua pesquisa contribuía para criar o modelo de Klein-Monti, cujo objetivo é descrever o comportamento dos bancos que operam em condições de monopólio.

## Carreira política
Em 1994, Monti foi nomeado para a Comissão Europeia, juntamente com a colega italiano, Emma Bonino, no primeiro mandato de Silvio Berlusconi. Como Comissário Europeu, ele foi responsável por "Mercado Interno, Serviços Financeiros e Integração Financeira, Alfândegas e Impostos".
Quatro anos depois, em 1999, Massimo D'Alema confirmou sua nomeação para a nova Comissão Europeia sob a presidência de Romano Prodi. Posteriormente, ele foi responsável por "Concurso", na qual ele iniciou a capacidade antimonopólio no processo contra a Microsoft. Ele também liderou a investigação sobre a proposta de fusão entre a General Electric e Honeywell em 2001, que a Comissão Europeia havia bloqueado.
O governo Berlusconi, em 2004, propôs que Rocco Buttiglione ficasse em seu lugar. Rocco Buttiglione foi rejeitado pelo Parlamento Europeu, e depois disto o governo propôs Franco Frattini.
Em dezembro de 2009, ele é nomeado membro de um grupo que tinha como objetivo o futuro da Europa, presidido pelo ex-primeiro-ministro espanhol Felipe Gonzalez. Neste fórum, ele toma posição para um governo econômico para a Europa e um Fundo Monetário Europeu. Ele pede também para um New Deal europeu com uma melhor coordenação entre as questões sociais e econômicas na Europa.
Em 2010, Monti foi nomeado pelo presidente Barroso para produzir um relatório sobre o futuro do mercado único de propor novas medidas para a conclusão da UE no mercado único.
Em 15 de setembro de 2010 Monti apoiou a nova iniciativa do Grupo Spinelli, que foi fundada para revigorar o esforço de federalização da União Europeia (UE). Outros apoiantes de destaque são: Jacques Delors, Daniel Cohn-Bendit, Guy Verhofstadt, Andrew Duff e Elmar Brok.
Em 9 de novembro de 2011 Monti foi nomeado senador vitalício pelo presidente italiano, Giorgio Napolitano. Mario Monti foi visto como um dos favoritos para substituir Silvio Berlusconi para liderar um novo governo de unidade na Itália, a fim de implementar reformas e medidas de austeridade.
Em 21 de dezembro de 2012 Monti renunciou ao cargo de primeiro-ministro após a aprovação do Orçamento de 2013. Devido a isso, as eleições legislativas foram antecipadas para 24-25 de fevereiro de 2013, tendo Mario ficado em quarta colocação com 10% dos votos.

## Vida pessoal
Casado com Elsa Antonioli e pai de dois filhos, Monti é um grande apreciador do Antigo Egito, uma paixão adquirida durante seu tempo na Universidade de Turim, e ele é o patrono do famoso Museu Egípcio de Turim.

## Publicações
- Problemi di economia monetaria, editado por, Milão, Etas Kompass, 1969.
- Gli obiettivi delle banche, i tassi di interesse e la politica monetaria, Milão, Tamburini, 1970.
- Analisi degli effetti monetari e finanziari delle politiche di bilancio regionale e locali. Un rapporto metodologico, Milão, Tamburini, 1974.
- Per un'analisi mensile della politica monetaria e finanziaria italiana, Milão, O. Capriolo, 1974.
- Ricerca sul sistema creditizio, I, Quadro generale, com Tommaso Padoa-Schioppa, Roma, Ente per gli studi monetari, bancari e finanziari Luigi Einaudi, 1976.
- Che cosa si produce come e per chi. Manuale italiano di microeconomia, com Onorato Castellino, Mario Deaglio, Elsa Fornero, Sergio Ricossa, Giorgio Rota, Torino, Giappichelli, 1978.
- Il sistema creditizio e finanziario italiano. Relazione della Commissione di studio istituita dal Ministro del tesoro, Roma, Istituto Poligrafico e Zecca dello Stato, 1982.
- L'Italia e la Repubblica federale di Germania in cammino verso l'unione economica e monetaria europea, com Franco Bruni, Milão, Centro di economia monetaria e finanziaria, Università commerciale Luigi Bocconi, 1989.
- Autonomia della Banca centrale, inflazione e disavanzo pubblico: osservazioni sulla teoria e sul caso italiano, com Franco Bruni, Mario Arcelli (editado por), Il ruolo della banca centrale nella politica economica, Bologna, Il Mulino, 1992. ISBN 88-15-03754-3.
- Il governo dell'economia e della moneta. Contributi per un'Italia europea, 1970-1992, Milão, Longanesi, 1992. ISBN 88-304-1099-3.
- Il mercato unico e l'Europa di domani. Rapporto della Commissione europea, presentato da, Milão, Il Sole-24 Ore libri, 1997. ISBN 88-7187-815-9.
- Intervista sull'Italia in Europa, Roma-Bari, Laterza, 1998. ISBN 88-420-5090-3.
- La Democrazia in Europa: guardare lontano, com Sylvie Goulard, Rizzoli, nov. 2012. ISBN 978-88-17-06427-9.

### Introduções, prefácios, apresentações
- Introdução a Luigi Einaudi, Il mestiere della moneta, Torino, UTET libreria-Ed. di banche e banchieri, 1990. ISBN 88-7750-045-X.
- Prefácio com Paolo Mieli a Spadolini a Milano. Il Corriere della Sera e la Bocconi. Articoli e discorsi, 1968-1994, Milão, Rizzoli, 1995. ISBN 88-17-84435-7.
- Posfácio a Enrique Barón Crespo, L'Europa all'alba del terzo millennio, Venezia, Marsilio, 1997. ISBN 88-317-6623-6.
- Prefácio de Vincenzo Visco, Il fisco giusto. Una riforma per l'Italia europea, Milão, Il Sole-24 Ore, 2000. ISBN 88-8363-058-0.
- Prefácio de Alberto Alesina, Senso non comune. L'economia oltre i pregiudizi, Milão, EGEA, 2002. ISBN 88-8350-019-9.
- Prefácio de Marzio Achille Romani (editado por), Luigi Einaudi-Luigi Albertini. Lettere (1908-1925), Milão. Fondazione Corriere della Sera, 2007.
- Apresentação com Franco Bassanini di Commission pour la libération de la croissance française présidée par Jacques Attali, Liberare la crescita. 300 decisioni per cambiare la Francia, Milão, Università Bocconi-Rizzoli, 2008. ISBN 978-88-8350-132-6.
- Prefácio de Kishore Mahbubani, Nuovo emisfero asiatico. L'irresistibile ascesa dell'Est, Milão, EGEA-Università Bocconi, 2011. ISBN 978-88-8350-156-2.
- Prefácio de Lorenzo Cuocolo (editado por), The State of Europeans Arquivado em 2017-12-09 no Wayback Machine, Milão, EGEA-Università Bocconi, 2017, ISBN 978-88-238-5140-5.